# Лі Чатфілд
Лі Роберсон Чатфілд (нар. 25 травня 1988) — американський педагог і політик, який виконує обов'язки спікера палати представників штату Мічиган. Четфілд, республіканець з Левергу, третій термін є представником штату від округу 107-го дому.

## Освіта
Він має ступінь бакалавра в Міжнародному університеті Нортленда та ступінь магістра державної політики в Університеті Свободи.

## Кар'єра
До обрання його членом Палати представників Мічигану в 2014 році Лі був вчителем середньої школи, тренером і спортивним директором у Християнській академії Північного Мічигану. Чатфілд був переобраний до складу законодавчого органу штату в 2016 році, набравши 67 відсотків голосів і в 2018 році, набравши понад 58 відсотків голосів.

### Порушення безпеки вогнепальної зброї

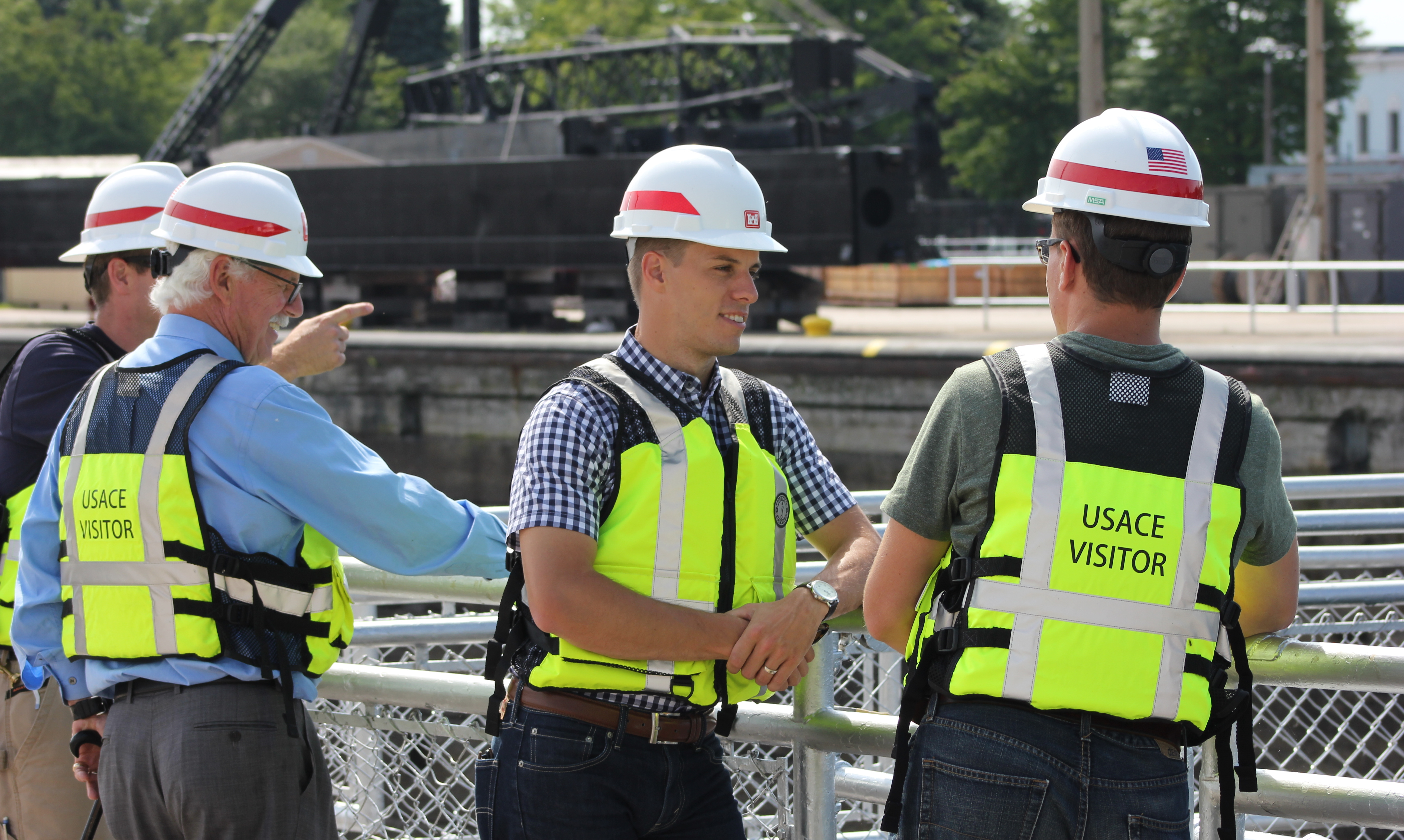
Респ. Чатфілд приймає законодавців штатів під час екскурсії по замку Су

15 липня 2018 року Чатфілд спробував занести незареєстрований пістолет на комерційний рейс в регіональному аеропорту Пелстон. Його оштрафували на 250 доларів США за нереєстрацію пістолета, придбаного ним у грудні 2015 року. Він також заплатив 1 960 доларів штрафу від Адміністрації транспортної безпеки. Раніше Чатфілд вніс в палату представників штату Мічиган законопроєкт про добровільну реєстрацію пістолета.

### Твердження, пов'язані із змовою викрадення Гретхен Вітмер
10 жовтня 2020 року в серії твітів, адресованих губернатору Гретхен Вітмер, Чатфілд поставив під сумнів питання, чому члени законодавчого органу штату не були проінформовані про змову викрадення та вбивства губернатора, заявивши, що члени законодавчого органу та інші члени Капітолію штату підстави також могли бути під загрозою насильницьких дій. Зак Пол, директор зв'язку Уітмера, заперечив, що батько Чатфілда організував мітинг проти губернатора того самого дня, коли була розкрита змова. Подібні мітинги проти заходів охорони здоров'я губернатора COVID-19 включали двох обвинувачених змовників, причетних до заговору про викрадення людей, як це підтвердила генеральний прокурор штату Мічиган Дана Нессель через фотодокази з мітингу 30 квітня.

### Роль на президентських виборах 2020 року
Нью-Йорк таймс повідомляло, що Чатфілд разом із сенатором штату Майком Ширкі погодився зустрітися з президентом Дональдом Трампом 20 листопада 2020 року на тлі спроб Трампа та його кампанії підкорити результати президентських виборів 2020 року. Пол Мітчелл, представник США у 10 окрузі Конгресу Мічигану, підозрював, що метою зустрічі є обговорення призначення виборців, котрі підтримують Трампа, до Американського виборчого коледжу.

## Особисте життя
Лі одружився зі своєю коханою середньої школи Стефані (Зондерван), у них є чотири сини і одна дочка.